# Tekirdağ
Tekirdağ (noms antics: Tzirallum, Rodostó [Ρωδόστο] o Rhaedestos [Ραιδεστός] i durant l'era romana d'Orient Bisanthi [Βισάνθη]), és una ciutat de Turquia a la regió europea de la Tràcia. És la capital de la província de Tekirdağ. Tekirdağ està a la costa nord del Mar de Màrmara, 135 km a l'oest d'Istanbul. La història de la ciutat comença cap al 4000 aC. És citada per Xenofont com a part del regne de Tràcia amb el nom de Bisanthe. Va passar als romans amb els quals va portar el nom de Rhaedestos.
El 813 i també el 1206 va ser saquejada pels búlgars. Va ser governada per Venècia entre 1204 i 1235. El 1357 va caure en mans dels otomans (Evrenos Beg) i va pertànyer al wilayat d'Adrianòpolis (Edirne), sent seu d'un arquebisbe grec, però sense cap paper rellevant a la història política o cultural. El gran visir Rustem Pasha i va construir una mesquita que encara porta el seu nom, un mercat cobert, i un alberg per pobres o viatgers. Al segle xvii formava part del sandjak de Gal·lípoli.
Aquí va morir el 8 d'abril de 1735 l'heroi de la independència hongaresa Francesc II Rakoczi després de 18 anys d'exili amb altres hongareses entre els quals el comte Anton von Eszterhazy; la seva casa avui dia és un museu. Al segle xix es descriu com un poble miserable però l'expansió de l'agricultura va fer augmentar la població a la segona meitat del segle i el 1905 tenia més de 30.000 habitants la meitat dels quals eren grecs.
La ciutat fou ocupada pels búlgars el 1912 però restituïda als otomans el 1913. Fou cedida a Grècia amb la Tràcia occidental, pel tractat de Sevres de 10 d'agost de 1920, però els turcs la van reconquerir l'octubre-novembre del 1922. El tractat de Lausana de 24 de juliol de 1923 la va retornar a Turquia que la va erigir en capital de wilayat i va agafar el nom de Tekirdağ; tenia llavors 14.387 habitants (1927). La població grega var ser intercanviats per turcs musulmans que vivien a Grècia. Tekirdağ és un centre comercial i un port per a productes agrícoles. La seva regió és de gran productivitat agrícola. Va anar progressant i el 1990 va arribar a 80.442 habitants. la província (6.218 km²) està dividida en 9 districtes (ilçe) un dels quals és Tekirdağ Merkezi (Tekirdag Centre). Produeix cereals, vinya i altres productes; la província tenia 132.122 habitants el 1927 i 468.842 habitants el 1990.

## Gastronomia

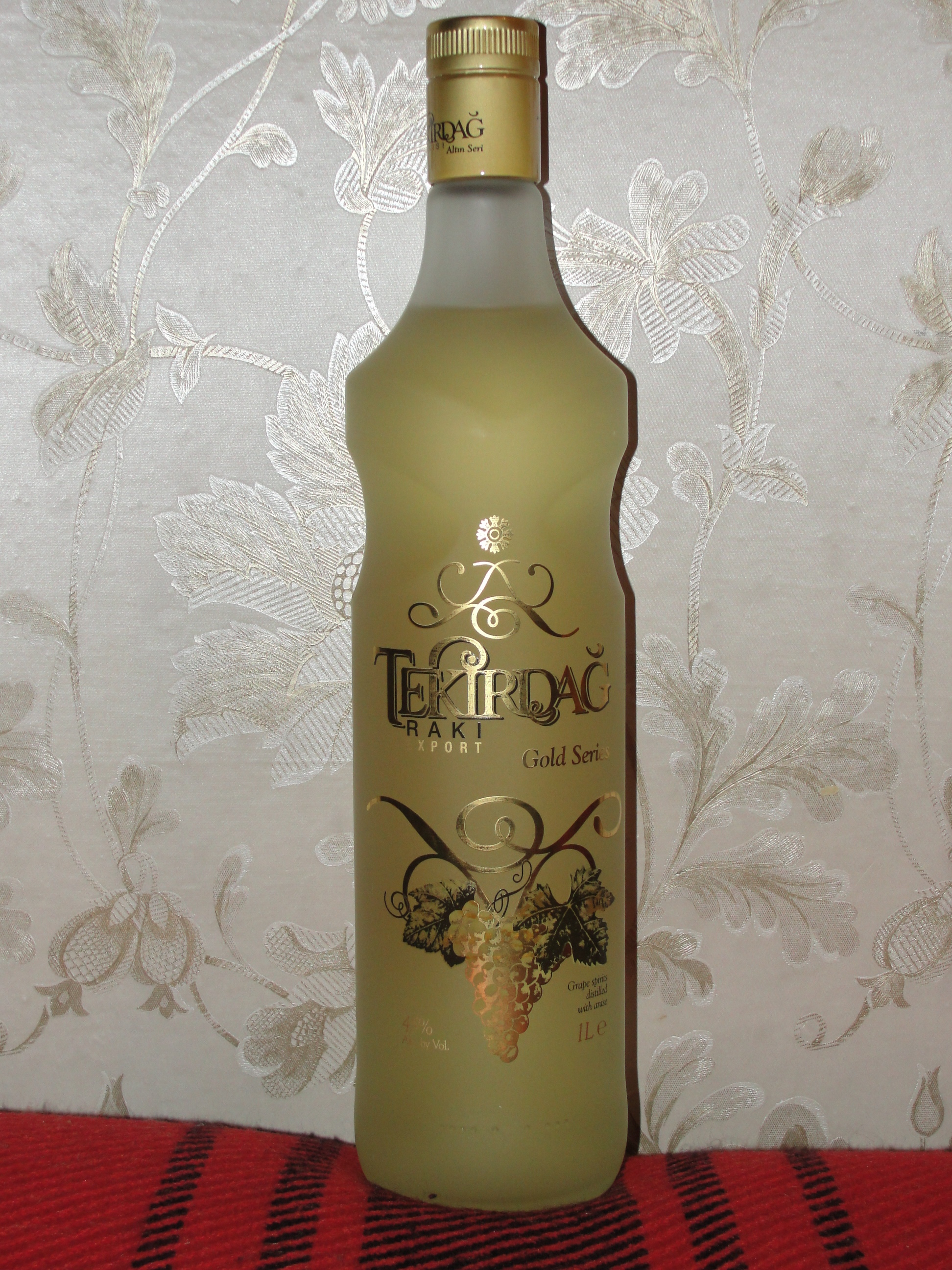
Rakı de Tekirdağ

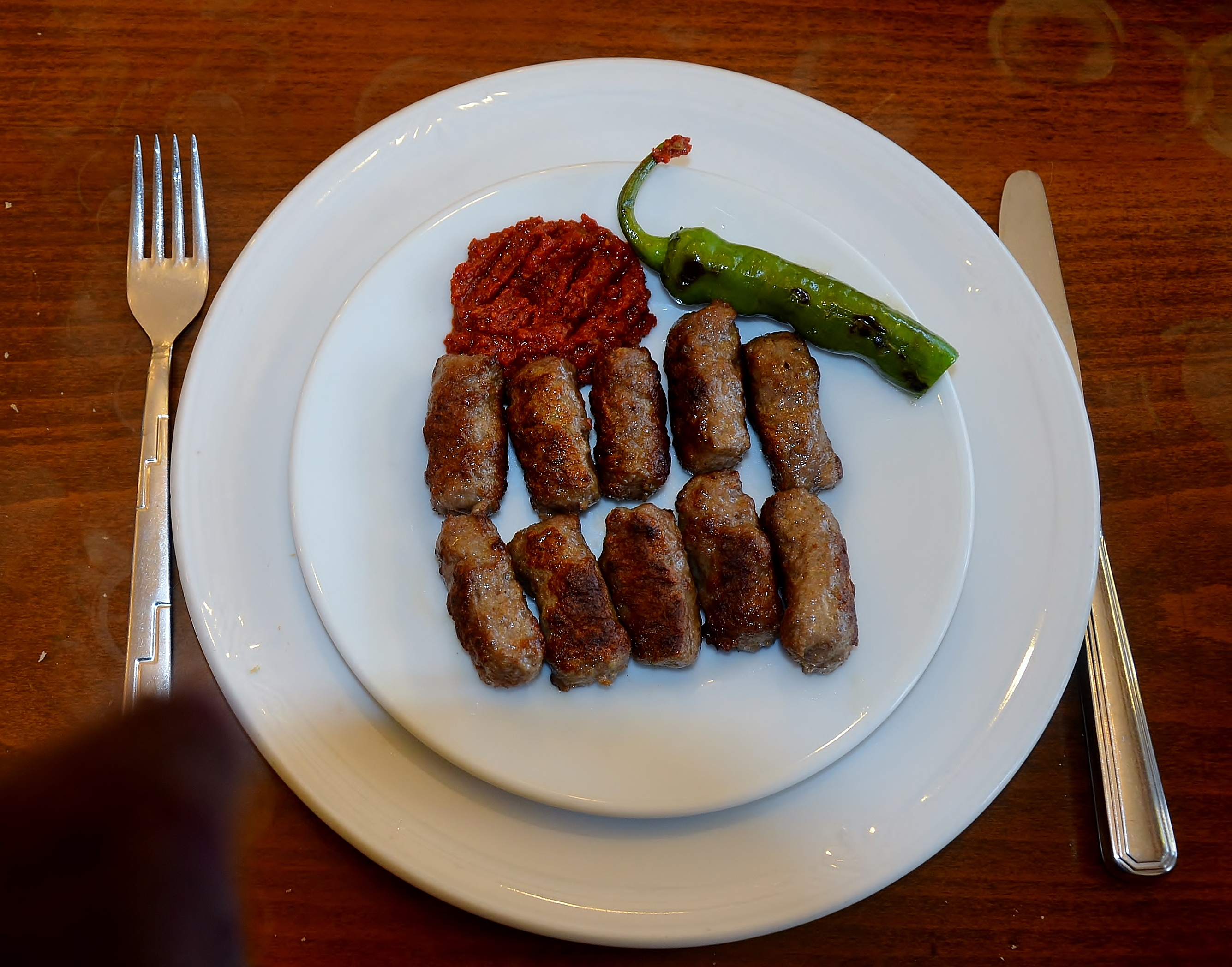
Tekirdağ köfte

El rakı i els köftes de Tekirdağ (Tekirdağ köfte) són famosos.